# Eleccions legislatives luxemburgueses de 1954
Les eleccions legislatives luxemburgueses de 1954 se celebraren el 30 de maig de 1954, per a renovar els 52 membres de la Cambra de Diputats de Luxemburg. Va vèncer el Partit Popular Social Cristià del Joseph Bech, qui fou nomenat primer ministre.

## Resultats
| ← Eleccions legislatives luxemburgueses, 1954 → |                                            |      |            |        |            |
| Partit                                          | Partit                                     | %    | Diferència | Escons | Diferència |
|                                                 | Partit Popular Social Cristià (CSV)        | 42,4 |            | 26     | +5         |
|                                                 | Partit Socialista dels Treballadors (LSAP) | 35,1 |            | 17     | -2         |
|                                                 | Grup Democràtic (DG)                       | 10,8 |            | 6      | -2         |
|                                                 | Partit Comunista de Luxemburg (KPL)        | 8,9  |            | 3      | -1         |
|                                                 | Altres                                     | 2,8  |            | 0      |            |
| Total                                           | Total                                      |      |            | 52     | —          |
| Font: Centre Informatique de l'État             |                                            |      |            |        |            |